# Diamond Creek
Diamond Creek är en del av en befolkad plats i Australien. Den ligger i kommunen Nillumbik och delstaten Victoria, omkring 23 kilometer nordost om delstatshuvudstaden Melbourne. Antalet invånare är 11 504.
Runt Diamond Creek är det mycket tätbefolkat, med 1 056 invånare per kvadratkilometer.. Närmaste större samhälle är Reservoir, omkring 14 kilometer sydväst om Diamond Creek.
I omgivningarna runt Diamond Creek växer i huvudsak städsegrön lövskog. Genomsnittlig årsnederbörd är 1 244 millimeter. Den regnigaste månaden är juli, med i genomsnitt 140 mm nederbörd, och den torraste är januari, med 49 mm nederbörd.